# Corazón rebelde
Corazón rebelde (también conocida como S.O.S.: Corazón rebelde) fue una telenovela juvenil chilena producida por Canal 13 y Alce Producciones, durante el segundo semestre de 2009, bajo la licencia de Cris Morena. Es una adaptación de la exitosa telenovela argentina Rebelde Way y del remake mexicano Rebelde. 
Protagonizada grupalmente por Luciana Echeverría, Denise Rosenthal, Magdalena Müller, Ignacio Garmendia, Augusto Schuster y Felipe Álvarez, ambos también integrantes del grupo musical CRZ a excepción de éste último; junto con las actuaciones estelares de Katty Kowaleczko, Fernando Kliche, Tomás Vidiella y Alex Zisis.
Las grabaciones se extendieron desde marzo hasta principios de agosto de 2009. La telenovela se estrenó el 18 de agosto de 2009 con gran éxito de sintonía en su país natal, sobrepasando a la competencia durante sus primeras emisiones. El último capítulo salió al aire el 16 de diciembre de 2009.

## Argumento
La historia se desarrolla en un exclusivo colegio llamado "Alto Santiago", que es un internado de elite conocido por sus altos estándares de educación y por ser el establecimiento más exclusivo de Chile. De hecho, la mayoría de sus alumnos son hijos de importantes hombres de negocios, empresarios, personalidades televisivas y políticos, pero también existe un porcentaje muy menor de alumnos becados, los cuales deben pasar un difícil examen de admisión para ser aceptados en este prestigioso colegio y estos tendrán que enfrentar a una secta secreta del colegio llamada "La Logia", la cual se encarga de hacerle la vida imposible a los alumnos becados del establecimiento para echarlos y de esta forma mantener el estatus social del colegio intacto.
Todo comienza cuando los alumnos de tercer año medio conocen a sus nuevos compañeros para viajar al "Vacance Club", campamento de verano de cinco estrellas donde los chicos pasaran sus vacaciones y en donde inmediatamente se establecen afinidades y rivalidades entre ellos, lo que marcará el año más importante de sus vidas.
Cuatro chicos con personalidades fuertes: Martina (Denise Rosenthal),  Pablo (Augusto Schuster), Cote (Luciana Echeverría) y Manuel (Ignacio Garmendia) que a su vez son líderes naturales, llevan a los otros alumnos a elegir de qué lado están. Todos ellos tienen cualidades tanto buenas como malas, y cada uno quiere imponer su forma de pensar, dándole lugar a la amistad, el honor, el odio, el amor, la lealtad, e inclusive la traición.
Este grupo de adolescentes descubrirá que tienen más en común de lo que imaginaban, los une una misma pasión y podrán olvidar sus problemas a través de la música; pero sus padres e incluso el director del colegio se oponen a que de alguna manera puedan cumplir sus sueños.

## Elenco
- Ignacio Garmendia como Manuel Santander
- Luciana Echeverría como María José "Coté" Colucci
- Denise Rosenthal como Martina Valdivieso Rey
- Augusto Schuster como Pablo Bustamante
- Katty Kowaleczko como Sonia Rey
- Fernando Kliche como Franco Colucci
- Tomás Vidiella como Sergio Bustamante
- Alex Zisis como Marcelo Ortuzar
- Elvira Cristi como Gloria Soto
- Ignacia Baeza como Daniela Leyton
- Nicolás Saavedra como Diego Mancilla
- Aranzazú Yankovic como Josefina Hormazábal
- Magdalena Müller como Luna Fernández
- José Manuel Palacios como Tomás Echenique
- María Gracia Omegna como Pilar Ortuzar
- Francisco Torres T. como Luciano Sapiaini
- Felipe Álvarez como Guido Lassen
- Carolina Vargas como Maite Medina / Maite Bustamante
- Samir Ubilla como Nicolás Hurtado
- Constanza Pozo como Francisca Valdés
- Teresita Reyes como Sandra Murúa
- Erto Pantoja como Peter O'Ryan
- Javiera Ramos como Estela Risopatrón
- Teresa Münchmeyer como Hilda Correa
- Constanza Varela como Victoria "Vico" López
- Francisco González como Marco Délano

## Participaciones
- Alejandro Trejo como Raúl Santander.
- Mabel Farías como Carla Durán de Santander.
- Carolina Arregui como Marina Cáceres, madre de "Coté".
- Marcela Osorio como Mercedes Donoso.
- Luis Gnecco como Director Rubén Iturra.
- Loreto Araya-Ayala como Claudia Jara.
- Guido Vecchiola como Mauro del Solar.
- Nicolás Brown como Rolo González.
- Verónica González como mamá de Guido.
- Jaime Omeñaca como Nicolás Hurtado (Padre).
- Loreto Moya como Anita, mamá de Nicolás.
- Agustín Moya como Federico Valdivieso, padre de Martina.
- Jaime Artus como David Campbell, alumno de Alto Santiago.
- Gabriela Ernst como Carmen Iturra.
- Julio César Serrano como Darío.
- Emilio García como papá de Guido.
- Francisco Celhay como Ricardo Valenzuela.
- Catalina González como Julieta Donoso.
- Guillermo Helo como Andrés.
- José Luis Cáceres como Joaquín del Real.
- Juan Carlos Cáceres como Carlos Velásquez.
- Shelton como Ernesto Villarte.
- Luis Eduardo Campos como Ignacio "Nachito".
- Kevin Vásquez como Key-B.
- Julio Jung Duvauchelle como Policía.

## Audiencia
| Horario               | # Eps. | Estreno              | Estreno         | Final                   | Final           | Posición | Temporada | Medio bajo |
| Horario               | # Eps. | Data                 | Primer capítulo | Data                    | Último capítulo | Posición | Temporada | Medio bajo |
| --------------------- | ------ | -------------------- | --------------- | ----------------------- | --------------- | -------- | --------- | ---------- |
| Lunes a viernes 19:50 | 80     | 18 de agosto de 2009 | 25              | 16 de diciembre de 2009 | 12              | -        | 2009      | 13,4       |

## Banda sonora
| Intérprete          | Tema                  |
| ------------------- | --------------------- |
| Katy Perry          | Hot N Cold            |
| CRZ                 | Corazón rebelde       |
| P!nk                | So What               |
| Avril Lavigne       | Hot                   |
| Avril Lavigne       | Girlfriend            |
| Avril Lavigne       | One of Those Girls    |
| Linkin Park         | Easier to run         |
| Linkin Park         | New Divide            |
| Linkin Park         | Faint                 |
| Tokio Hotel         | Break Away            |
| Tokio Hotel         | Scream                |
| Taylor Swift        | Love Story            |
| Paramore            | Ignorance             |
| Paramore            | Never Let This Go     |
| The Veronicas       | Untouched             |
| Britney Spears      | Circus                |
| Avril Lavigne       | Innocence             |
| Hey Monday          | How You Love Me Now   |
| Hey Monday          | Homecoming            |
| Hey Monday          | Run, Don't Walk       |
| My Chemical Romance | Disenchanted          |
| Green Day           | Know Your Enemy       |
| Jonas Brothers      | Fly With Me           |
| will.i.am           | I Got It From My Mama |

## Discografía
Con el nombre de "CRZ, la banda", el grupo musical compuesto por los mismos protagonistas de esta telenovela, Denise Rosenthal, Augusto Schuster, Luciana Echeverría, Ignacio Garmendia y Magdalena Müller.

### Álbumes de estudio
| Año  | Álbum                                                                     | Máxima posición |
| Año  | Álbum                                                                     | Chile           |
| ---- | ------------------------------------------------------------------------- | --------------- |
| 2009 | Corazón rebelde - Lanzamiento: 1 de diciembre de 2009 - Sello: Sony Music | 3               |

### Sencillos
| Año                      | Canción               | Máxima posición     | Álbum               |
| Año                      | Canción               | Chile               | Álbum               |
| Sencillos oficiales      | Sencillos oficiales   | Sencillos oficiales | Sencillos oficiales |
| ------------------------ | --------------------- | ------------------- | ------------------- |
| 2009                     | "Corazón rebelde"     | 72                  | Corazón rebelde     |
| 2010                     | "Nada es para siempre | —                   | Corazón rebelde     |
| Otras canciones listadas |                       |                     |                     |
| 2009                     | "Estaba escrito"      | 95                  | Corazón rebelde     |
| 2009                     | "No me verás"         | 99                  | Corazón rebelde     |

## Versiones
- Rebelde Way (2002), una producción de Canal 9, fue protagonizada por Camila Bordonaba, Benjamín Rojas, Luisana Lopilato y Felipe Colombo.
- Rebelde (2004-2006), una producción de Televisa y el remake más exitoso del primero; fue protagonizada por Anahí, Alfonso Herrera, Dulce María, Christopher Von Uckermann, Maite Perroni y Christian Chávez.
- Remix (2004), una producción de Star One, fue protagonizada por Shweta Gulati, Karan Wahi, Priya Wal y Raj Singh Arora.
- Rebelde Way (2008), una producción de SIC, fue protagonizada por Joana Anes, Nelson Antunes, Joana Alvarenga y Tiago Barroso.
- Rebelde (2011), una producción de Rede Record, fue protagonizada por Sophia Abrahão, Micael Borges, Lua Blanco, Arthur Aguiar, Mel Fronckowiak y Chay Suede.